# Haje
Esta página contém alguns caracteres especiais e é possível que a impressão não corresponda ao artigo original.

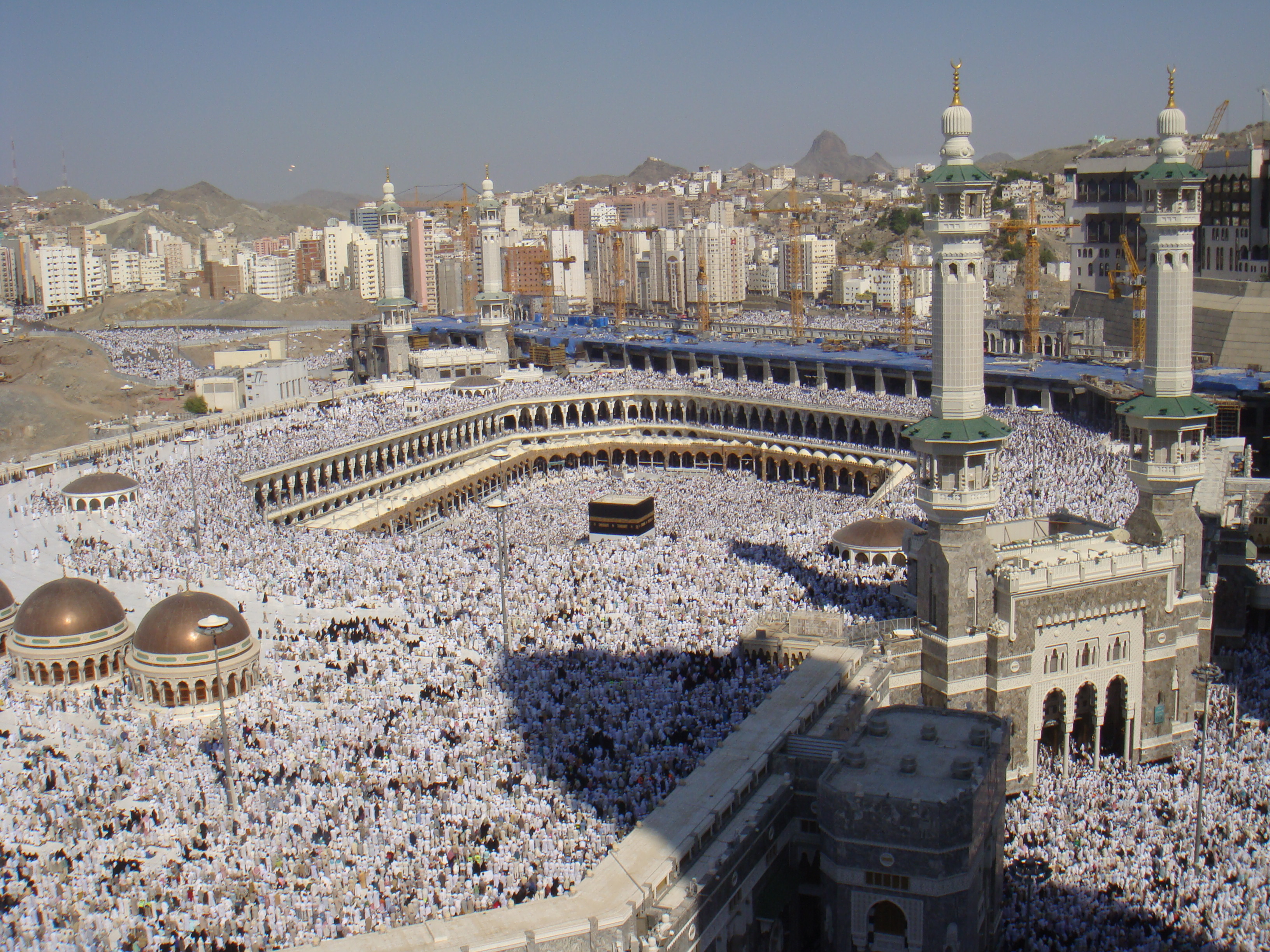
Milhares de muçulmanos reunidos na peregrinação do Haje

Haje (em árabe: حج; romaniz.: Hajj ou Hadj) é a peregrinação realizada à cidade santa de Meca pelos muçulmanos. É considerada como o último dos "Cinco pilares do Islamismo" (arkan), sendo obrigatória, pelo menos uma vez na vida, para todo o muçulmano adulto, desde que este disponha dos meios econômicos e tenha de saúde. Cerca de 3 milhões de pessoas de todos os pontos do planeta realizam anualmente o Haje.
O Haje só pode ser efetuada uma vez por ano, entre o oitavo e o décimo terceiro dia do mês de Dhu al-Hijja, o último mês do calendário islâmico.
Se a peregrinação a Meca ocorrer noutra altura do ano será chamada de Umra; é considerada uma boa ação, mas não substitui o Haje. A Umra é também conhecida como a "peregrinação menor". Difere em relação ao Haje ao nível dos ritos: a Umra inclui apenas os ritos realizados na Grande Mesquita de Meca.
A expressão "el-Haje" (El hajj ou el hadj) pode ser colocada na frente do nome das pessoas que já fizeram a peregrinação.

## Liturgia
A realização da peregrinação é antecedida pela manifestação do desejo de efetuá-la (niyya, "intenção"). Para esse efeito foram desenvolvidas fórmulas que proclamam essa intenção. A decisão de partir em peregrinação não deve prejudicar ninguém, caso contrário o Haje será inválido. O peregrino não deve contrair dívidas para fazer a viagem, não deve deixar dívidas por pagar e não deve deixar os membros da sua família sem recursos ou em situação desprotegida.
A partir do momento em que o peregrino se encontra a uma certa distância da cidade de Meca, deve proceder à entrada no estado de ihram ("sacralização", estado sagrado), que consiste em vestir a roupa (iharam) que usará durante a celebração dos rituais: duas peças de tecido brancas não cosidas e sandálias igualmente não cosidas. Enquanto permanecer no estado ihram o peregrino não deve cortar o cabelo, cortar as unhas, usar perfumes, matar animais, envolver-se em discussões ou lutas, manter relações sexuais ou contrair matrimônio. O peregrino volta outra vez a proclamar a sua intenção em efetuar o Haje.
Depois de entrar na Grande Mesquita de Meca o peregrino efetua o tawaf, que consiste em realizar sete voltas à Kaaba no sentido contrário aos ponteiros do relógio (cada volta é chamada de shawt, sete ashwat constituem o tawaf). Durante as sete voltas o muçulmano efetua orações. As primeiras três voltas devem ser efetuadas a um passo mais acelerado.
Em seguida, o peregrino procede à prática do sa´ee (ou sa´y, "deambulação") percorrendo um corredor entre os montículos de Safá (Safa) e Meruá (Marwa), ainda dentro da mesquita, de novo sete vezes. Este ato recorda o desespero de Agar, mulher de Abraão, quando procurava água para o seu filho Ismael entre aqueles dois pontos. Os peregrinos podem também beber um pouco da água do poço de Zamzam, que se encontra na mesquita e que salvou Agar e o seu filho.
O peregrino recita depois o talbiya, uma oração na qual declara que faz o Haje unicamente em honra de Deus.
Depois do pôr-do-sol os peregrinos dirigem-se para Mina, um local perto de Meca, onde acampam e passam a noite. Devem aqui realizar as suas orações. Termina aqui o primeiro dia do Haje.
No dia seguinte (dia 9 do mês de Dulrija), os peregrinos deixam Mina em direcção a Arafate, um local habitualmente referido como um monte, mas que na realidade é uma planície a cerca de 20 km de Meca. Uma vez em Arafate o dia é consagrado à oração, à leitura do Alcorão e ao pedido de perdão a Deus pelos pecados cometidos. O peregrino chegou ao ponto alto do Haje.
Após o pôr-do-sol os peregrinos dispersam, abandonando Arafate em direção a Muzdalifah. Em Muzdalifah fazem a oração da noite e lá deverão passar a noite em tendas. Durante a noite recolhem-se pequenas pedras que serão usadas num ritual do dia seguinte. Antes do nascer do sol parte-se para Mina.
Em Mina os peregrinos atiram sete pedras contra três bétilos (pedras que eram adoradas como divindades nos tempos pré-islâmicos). A maior delas, Jamarat al-Kubra, representa hoje Satanás. O ato tem como simbologia o desejo de se renunciar ao mal e exaltar o Deus único. Cada peregrino deve depois sacrificar um animal (um carneiro ou um bode). Os ritos terminam com o início de um festival de três dias que celebra o fim do Haje, o Eid al-Adha ("Festa do Sacrifício"). Uma vez que é impossível consumir toda a carne que resultou de cada um dos sacrifícios, as autoridades locais desenvolveram complexos de tratamento das carnes para serem mais tarde distribuídas pelos mais necessitados. Em Mina os peregrinos podem retirar os trajes que usaram durante os rituais.
Por último, o peregrino deve efetuar um tawaf e um sa´ee finais antes de se despedir de Meca.
Todo o homem ou mulher que efetuou o Haje é chamado de haji ou haja respetivamente, alcançado um estatuto de respeito na comunidade e na família.
Alguns peregrinos aproveitam a ocasião para se deslocarem à cidade de Medina, onde se encontra o túmulo do profeta Maomé.
El-Haje (El hajj ou el hadj) pode ser colocado na frente de nomes de pessoas que já fizeram a peregrinação.